# Protanthea
Protanthea is een geslacht van zeeanemonen uit de klasse van de Anthozoa (bloemdieren).

## Soort
- Protanthea simplex Carlgren, 1891